# Мартін Мак-Дона
Ма́ртін Мак-До́на (англ. Martin McDonagh; нар. 26 березня 1970, Лондон, Велика Британія) — британсько-ірландський драматург та кінорежисер. Автор багатьох театральних п'єс у стилі чорного гумору, режисер-постановник 4 повнометражних та одного короткометражного фільмів.

## Життєпис
Народився 26 березня 1970 року в Лондоні.
Першу п'єсу, «Королева краси», написав у 1996 році. Як кінорежисер дебютував у 2004 році, поставивши короткометражний фільм «Шестизарядник», нагороджений премією «Оскар» за найкращий ігровий короткометражний фільм. Після цього створив ще чотири повнометражних фільми: «Залягти на дно в Брюгге» (2008), «Сім психопатів» (2012), «Три білборди за межами Еббінга, Міссурі» (2017) та «Банші Інішерина» (2022). Два останніх номінувались на «Оскар» як найкращі фільми року.
Живе у східному Лондоні. З 2017 року знаходиться у стосунках з акторкою та сценаристкою Фібі Воллер-Брідж. Брат — кінорежисер Джон Майкл Мак-Дона.